# Juan Martín del Potro
Juan Martín del Potro (* 23. September 1988 in Tandil) ist ein ehemaliger argentinischer Tennisspieler. Er gewann 22 Turniere im Einzel sowie einen Doppeltitel. Sein größter Erfolg war der Gewinn der US Open im Jahr 2009. In der Weltrangliste erreichte er im August 2018 mit Position drei seine beste Platzierung. Bei den Olympischen Sommerspielen 2012 in London gewann er die Bronzemedaille im Herreneinzel; vier Jahre später bei den Olympischen Spielen in Rio de Janeiro errang er die Silbermedaille. Außerdem gewann er zusammen mit der argentinischen Mannschaft im Jahr 2016 erstmals den Davis Cup.

## Karriere

### Beginn der Profikarriere (2006–2007)
Im Februar 2006 spielte del Potro sein erstes ATP-Turnier in Viña del Mar. Er gewann seine erste Partie gegen Albert Portas und verlor dann gegen Fernando González. Mit 17 Jahren qualifizierte er sich für sein erstes Grand-Slam-Turnier, die French Open 2006. In der ersten Runde unterlag er dem früheren French-Open-Sieger Juan Carlos Ferrero. Im selben Jahr qualifizierte er sich auch für die US Open, scheiterte aber in Runde eins an Alejandro Falla. Anschließend folgte das erste Masters-Turnier seiner Karriere in Madrid. Er verlor auch dort in der ersten Runde gegen Joachim Johansson. Dank einer Einladung von Roger Federer nahm er beim Turnier in Basel teil und erreichte das Viertelfinale, in dem er am späteren Finalisten Fernando González scheiterte.
Del Potro begann das Jahr 2007 in Adelaide mit seinem ersten Halbfinaleinzug in ein ATP-Turnier. Er unterlag dort dem Australier Chris Guccione. Bei den Australian Open musste er in der zweiten Runde im fünften Satz gegen Fernando González aufgeben. Am 11. Februar 2007 hatte er sein Davis-Cup-Debüt in der ersten Runde gegen Österreich, bei dem er das vierte Match gewann und damit für Argentinien den dritten Punkt für den Einzug ins Viertelfinale sicherte. Er erreichte das Achtelfinale der Sony Ericsson Open in Miami, indem er Jonas Björkman, Marcos Baghdatis und Michail Juschny besiegte, dann wurde er jedoch von Rafael Nadal gestoppt. Am späteren Sieger Nadal scheiterte er auch in der ersten Runde der French Open. Erneut war es Nadal, gegen den del Potro bei seinem ersten Turnier auf Rasen im Londoner Queen’s Club ausschied. Bei seinem ersten Auftritt in Wimbledon musste er sich dem Weltranglistenersten und späteren Sieger Roger Federer in der zweiten Runde geschlagen geben. Am 23. Juli 2007 gewann er an der Seite von Travis Parrott das Doppel in Indianapolis. Beim letzten Grand-Slam-Turnier des Jahres verlor del Potro in der dritten Runde gegen den späteren Finalisten Novak Đoković. Auch beim Masters in Madrid war in der dritten Runde Schluss, als er seinem Landsmann und späteren Sieger David Nalbandian unterlag.

### Einzug in die Top Ten der Weltrangliste (2008)

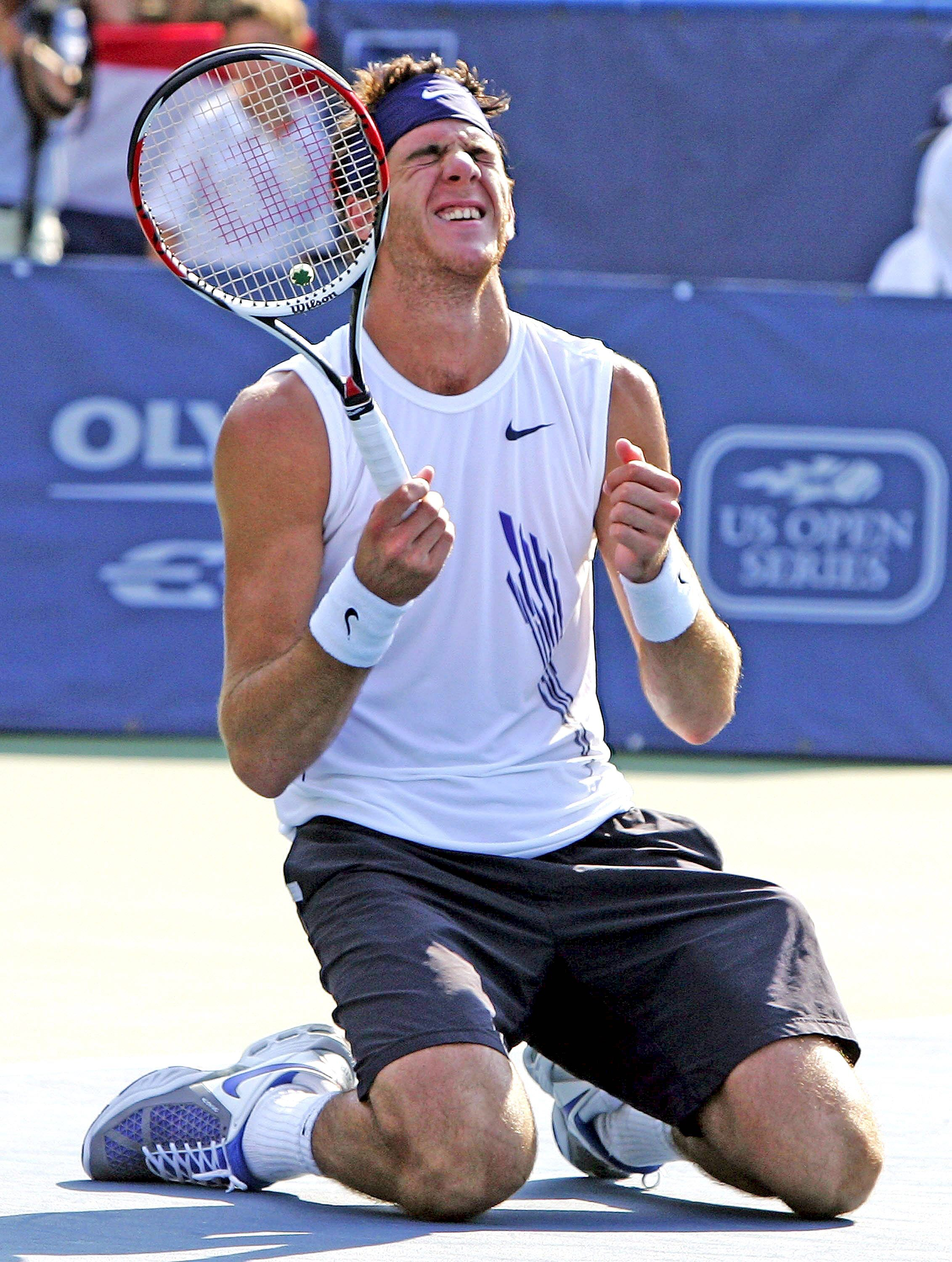

Nachdem er 2008 bei den Australian Open in der zweiten Runde gegen David Ferrer hatte aufgeben müssen und in Wimbledon in der zweiten Runde Stanislas Wawrinka unterlegen war, gelang ihm im Sommer schließlich der Durchbruch.
Am 13. Juli 2008 gewann del Potro beim Mercedes Cup in Stuttgart seinen ersten ATP-Titel mit einem Finalsieg über Richard Gasquet. Schon eine Woche später erreichte er sein zweites Finale; bei den Austrian Open in Kitzbühel besiegte er Lokalmatador Jürgen Melzer in weniger als einer Stunde. Den dritten direkt aufeinander folgenden Titel gewann er gegen Andy Roddick im Finale von Los Angeles. Eine Woche später gewann er auch das vierte aufeinander folgende Turnier; im Endspiel von Washington besiegte er Viktor Troicki. Del Potro ging damit in die Geschichte als der erste Spieler ein, der seine ersten vier Titel bei direkt aufeinander folgenden Turnieren holte.
Bei den US Open erreichte er das Achtelfinale durch einen Sieg gegen Gilles Simon. Es war der erste Fünfsatzsieg seiner Karriere. Im Viertelfinale stoppte ihn Andy Murray in vier engen Sätzen nach fast vier Stunden. Es war sein bislang bestes Abschneiden bei einem Grand-Slam-Turnier.
Murray beendete auch del Potros Serie von 23 Siegen in Folge, die zweitlängste Siegesserie eines Spielers im Jahr 2008, die zweitlängste Siegesserie eines Teenagers in der Open Era und die drittlängste Siegesserie eines Argentiniers in der Geschichte.
Im September führte del Potro Argentinien mit deutlichen Dreisatzsiegen über die für Russland startenden Nikolai Dawydenko und Igor Andrejew ins Finale des Davis-Cups. Dort unterlag Argentinien vor heimischer Kulisse Spanien. Del Potro verlor sein Match gegen Feliciano López und musste aufgrund einer Oberschenkelverletzung sein zweites Match absagen. Am Ende der Saison konnte sich del Potro erstmals für den Tennis Masters Cup qualifizieren. Er gewann sein Match gegen Jo-Wilfried Tsonga, verlor aber gegen Novak Đoković und Nikolai Dawydenko. Die Saison 2008 war seine bislang erfolgreichste. Er beendete sie auf Platz 9 der Weltrangliste und damit erstmals in seiner Karriere in den Top Ten. Er etablierte sich als argentinische Nummer 1 und wurde der bestplatzierte Spieler aus Südamerika.

### Sieg bei den US Open (2009)
Mit dem Sieg der Heineken Open in Auckland zu Beginn des Jahres gewann del Potro das fünfte Turnier seiner Karriere. Bei den Australian Open scheiterte der auf Platz 8 gesetzte Argentinier im Viertelfinale an Roger Federer. Bei den BNP Paribas Open unterlag del Potro noch Rafael Nadal, bevor er ihn erstmals in seiner Karriere bei den Sony Ericsson Open in Miami besiegen konnte. Trotz der Halbfinalniederlage gegen Andy Murray sammelte er genug Punkte, um mit Platz 5 die beste Platzierung seiner Karriere im ATP-Ranking zu erreichen. Zu Beginn der Sandplatzsaison scheiterte er in Monte Carlo schon in Runde zwei an Ivan Ljubičić, konnte sich aber steigern und unterlag erst im Viertelfinale von Rom Titelverteidiger Novak Đoković und im Halbfinale von Madrid dem späteren Sieger Roger Federer. In Madrid konnte er im Viertelfinale allerdings erstmals Andy Murray bezwingen.

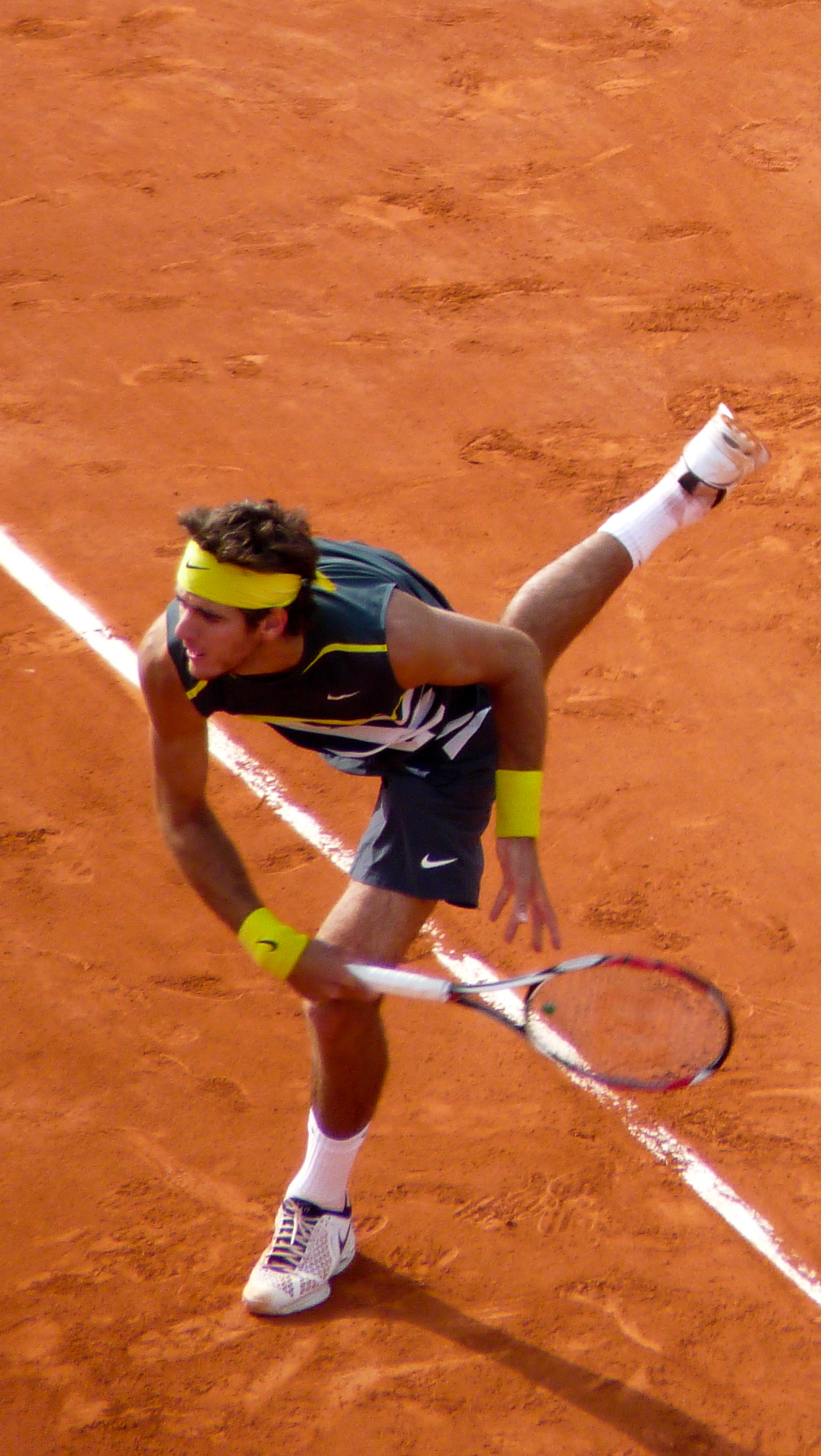
Del Potro bei den French Open

Bei den French Open kam del Potro 2009 nach Erfolgen über Michaël Llodra, Viktor Troicki, Igor Andrejew, den an Nummer 9 gesetzten Franzosen Jo-Wilfried Tsonga und den dreifachen Viertelfinalisten Tommy Robredo bis ins Halbfinale, in dem er in einem engen Fünfsatzmatch am späteren Sieger Roger Federer scheiterte. Beim Turnier in Wimbledon kam er wie schon in den beiden Vorjahren nicht über die zweite Runde hinaus. Er unterlag dem ungesetzten ehemaligen Wimbledonsieger Lleyton Hewitt aus Australien. Bereits einen Monat später, beim Turnier in Washington, bei dem del Potro als Titelverteidiger antrat, konnte er sich für die erlittene Niederlage gegen Hewitt in Wimbledon revanchieren. Er schlug ihn in drei Sätzen und zog ins Halbfinale gegen Fernando González ein. Im Duell der in der Weltrangliste bestplatzierten Südamerikaner behielt der Argentinier die Oberhand und hatte nun die Möglichkeit, seinen Titel im Finale gegen Wimbledonfinalist und Lokalmatador Andy Roddick zu verteidigen. Dies gelang del Potro in drei umkämpften Sätzen. Es war sein zweiter Turniersieg im Kalenderjahr und die erste erfolgreiche Titelverteidigung im Turnier von Washington seit Andre Agassi im Jahr 1999.
Schon in der darauf folgenden Woche erreichte er am 16. August in Montreal seinen ersten Finaleinzug bei einem Mastersturnier. An Nummer sechs gesetzt, schlug er im Viertelfinale den von seiner Verletzungspause zurückgekehrten Rafael Nadal. Es war sein zweiter Sieg in Folge gegen den Spanier. Im Halbfinale konnte sich del Potro erneut gegen Andy Roddick durchsetzen, wehrte dabei sogar einen Matchball des Amerikaners ab und erhöhte seine persönliche Bilanz gegen ihn auf 3:0. Im Finale musste er sich schließlich in drei Sätzen der neuen Nummer 2 der Welt, dem Briten Andy Murray, geschlagen geben.
Anschließend sagte er das Turnier von Cincinnati aufgrund von Müdigkeit ab.

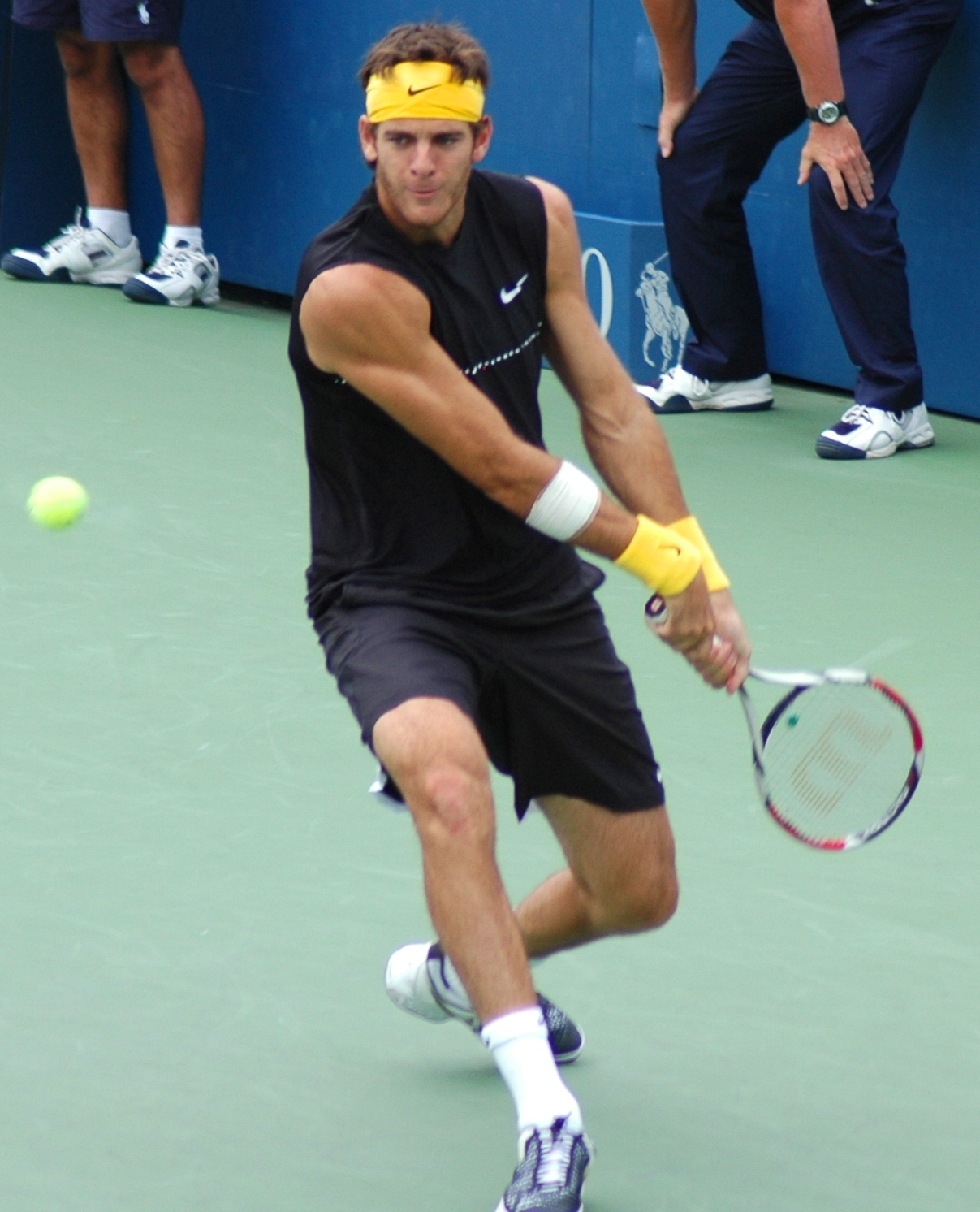
Del Potro auf dem Weg zum Sieg bei den US Open

Beim letzten Grand-Slam-Turnier des Jahres, den US Open in New York, erreichte del Potro erstmals das Finale eines Turniers der höchsten Kategorie. Im Halbfinale hatte er den Weltranglistendritten Rafael Nadal ausgeschaltet und dem Spanier mit dem 6:2, 6:2 und 6:2 seine bisher deutlichste Niederlage auf Grand-Slam-Ebene zugefügt. Im Finale schlug del Potro den Weltranglistenersten und fünfzehnfachen Grand-Slam-Sieger Roger Federer, der bei den US Open bis dahin fünf Titel und 40 Spiele in Folge hatte gewinnen können. Nach dem Verlust des ersten Satzes und Breakrückstand im zweiten Satz konnte der Argentinier die Partie nach fünf Sätzen und mehr als vier Stunden Spielzeit noch mit 3:6, 7:6, 4:6, 7:6 und 6:2 für sich entscheiden. Del Potro war nach sechs Jahren der erste Spieler seit Landsmann David Nalbandian, der Federer bei den US Open schlagen konnte. Damit ist er neben Nadal und Đoković einer von drei Spielern, die Federer in einem Grand-Slam-Finale besiegen konnten. Außerdem gelang es ihm als erstem, Roger Federer und Rafael Nadal im selben Grand-Slam-Turnier zu bezwingen. Er war mit einer Größe von 1,98 Metern der größte Spieler, der je ein Grand-Slam-Turnier gewann. Es war der zweite Sieg eines Argentiniers bei den US Open nach Guillermo Vilas, der 1977 allerdings noch auf Sand gewann, und somit überhaupt der erste argentinische Grand-Slam-Erfolg auf Hartplatz. Im November nahm del Potro an den ATP World Tour Finals 2009 teil. Er verlor sein erstes Rundenspiel gegen Andy Murray, besiegte dann aber Fernando Verdasco und konnte so seine Chancen für den Halbfinaleinzug wahren. Im entscheidenden Spiel ging es gegen Roger Federer, den del Potro erneut besiegen konnte. Mit nur einem Spiel Vorsprung vor dem Gruppendritten Andy Murray erreichte er das Halbfinale, in dem del Potro Robin Söderling besiegte. Das Finale gegen Nikolai Dawydenko verlor er hingegen glatt. Del Potro beendete das Jahr 2009 als jüngster Spieler in den Top Ten, bestplatzierter Argentinier und höchstplatzierter Südamerikaner, wie schon im vorangegangenen Jahr.

### Verletzungspause und Rückkehr an die Weltspitze (2010–2013)
Del Potro begann das Jahr bei den AAMI Classic, bei dem er das Halbfinale gegen Jo-Wilfried Tsonga allerdings aufgrund einer Handgelenksverletzung nicht bestreiten konnte. Dennoch kletterte er in der Weltrangliste um einen Platz, um mit Rang 4 die beste Platzierung seiner bisherigen Karriere zu erreichen.
In die Australian Open ging er immer noch angeschlagen durch seine Verletzung. Er schlug Michael Craig Russell und traf in Runde 2 bereits auf James Blake, den er trotz größerer Probleme mit seinem Handgelenk in fünf Sätzen niederringen konnte. Im Match gegen Florian Mayer kämpfte er mit anhaltender Müdigkeit, schaffte es jedoch auch diesmal, sich durchzusetzen. Im Achtelfinale scheiterte del Potro schließlich in fünf Sätzen am kroatischen Shootingstar Marin Čilić. Danach verstärkten sich seine Handgelenksschmerzen, weshalb er seit den Australian Open kein weiteres Turnier mehr bestritt. Am 4. Mai unterzog er sich in Rochester (Minnesota) einer Operation am rechten Handgelenk. Seinen Wiedereinstieg auf der Tour gab er Ende September in Bangkok, wobei zwar das Handgelenk hielt, er aber wie eine Woche später in Tokio ohne Satzgewinn in der ersten Runde ausschied. Danach sagte er die restlichen Turniere der Saison ab, um in seiner Heimat und in Europa an seiner Fitness zu arbeiten.
Ohne Punkte von den ATP World Tour Finals 2009 und den Australian Open 2010 fiel er im Ranking zwischenzeitlich sogar auf Position 485 zurück. Sein Comebackversuch begann nur sehr zögerlich: sowohl beim Turnier in Sydney als auch bei den Australian Open scheiterte del Potro bereits in der zweiten Runde. Danach änderte sich das Momentum. Bei den beiden Hallenturnieren in San José und in Memphis erreichte er jeweils das Halbfinale und gewann in Delray Beach erstmals seit seinem Triumph bei den US Open 2009 wieder ein Turnier. Im Finale schlug er den Serben Janko Tipsarević glatt in zwei Sätzen und erreichte durch die gewonnenen Weltranglistenpunkte wieder die Top 100.
Bei den beiden ersten Masters-Turnieren des Jahres 2011 errang del Potro 450 Punkte (Halbfinale bei den BNP Paribas Open 2011 und Achtelfinale bei den Sony Ericsson Open 2011) und Platz 45 in der Weltrangliste. Die Sandplatzsaison eröffnete er in Estoril, erstmals seit den French Open 2009 wieder auf diesem Belag; er sicherte sich seinen zweiten Saisontitel gegen Fernando Verdasco klar in zwei Sätzen und erreichte in Weltranglistenposition 32. Bei den French Open 2011 zog er souverän in die dritte Runde ein, wo er aber in vier Sätzen gegen den an Nummer 2 gesetzten Novak Đoković verlor. In Wimbledon erreichte er nach drei Zweitrundenniederlagen erstmals die zweite Woche. In einem hart umkämpften Viersatzmatch unterlag er im Achtelfinale Titelverteidiger Rafael Nadal. Daraufhin kehrte er im winterlichen Buenos Aires für ein Match auf den Sandplatz zurück, wo er im Davis-Cup-Viertelfinale sein Einzel glatt gegen den Kasachen Michail Kukuschkin gewann. Die folgenden Turniere in Nordamerika verliefen enttäuschend für del Potro. In Los Angeles, Montréal und Cincinnati gewann er jeweils nur ein Match, bei den US Open verlor er in der dritten Runde gegen Gilles Simon. Beim Davis-Cup-Halbfinale in Belgrad zeigte er sich kurz darauf jedoch stark verbessert und half durch seine Einzelsiege gegen Janko Tipsarević und den entscheidenden, gegen Novak Đoković (durch Aufgabe), das Finale gegen Spanien zu erreichen.
In der europäischen Hallensaison waren die Resultate gemischt. Nach einer überraschenden Auftaktniederlage in Stockholm gegen James Blake verlor er das Finale von Wien gegen Jo-Wilfried Tsonga in drei Sätzen. In der Woche darauf unterlag er im Halbfinale des 500er-Turniers von Valencia Marcel Granollers. Das Masters 1000 von Paris-Bercy ließ er wegen des Davis-Cup-Finales in Sevilla gegen Spanien aus. Trotz weitgehend starker Leistungen verlor er beide Einzel auf Sand gegen David Ferrer in fünf bzw. Rafael Nadal vier Sätzen; Argentinien unterlag insgesamt mit 1:3 und del Potro beendete die Saison 2011 auf Weltranglistenplatz elf.
Seine Vorbereitung auf die Australian Open 2012 begann er beim Turnier in Sydney, wo er nach einem Freilos in der ersten Runde und einem Sieg über den Polen Łukasz Kubot mit 6:7, 4:6 gegen Marcos Baghdatis unterlag. Beim Grand-Slam-Turnier in Melbourne schlug er in der ersten Runde Adrian Mannarino, gegen den er jedoch den ersten Satz abgab. Daraufhin besiegte er Blaž Kavčič, Lu Yen-hsun und den Deutschen Philipp Kohlschreiber jeweils in drei Sätzen. Im anschließenden Viertelfinale war er gegen Roger Federer chancenlos und verlor mit 4:6, 3:6, 2:6.

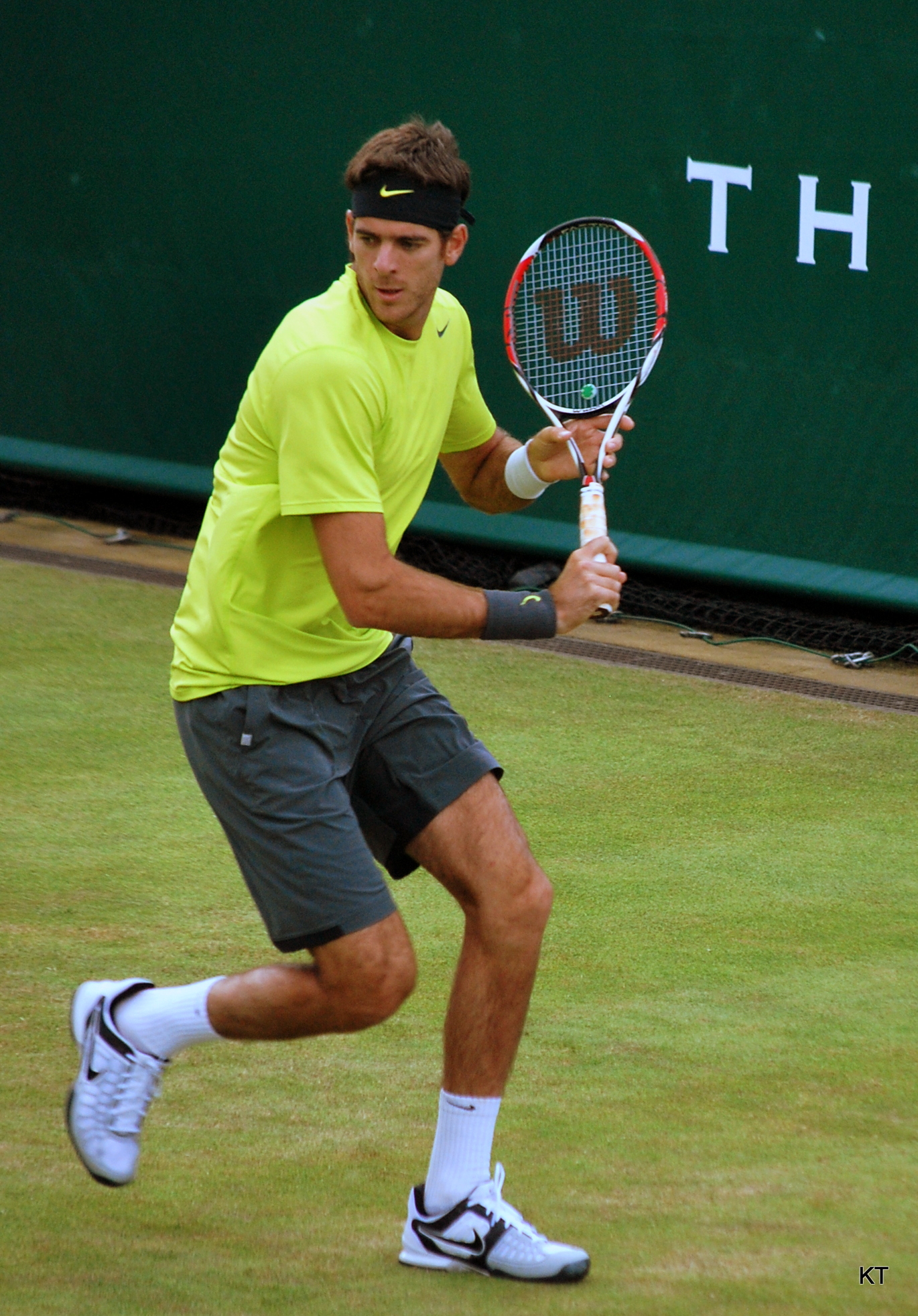
Juan Martín del Potro, 2012

Die folgenden drei Hartplatzveranstaltungen liefen für del Potro sehr erfolgreich. Beim 500er-Turnier von Rotterdam erzielte er unter anderem Siege gegen Viktor Troicki und Tomáš Berdych, ehe er im Finale einmal mehr gegen Federer antreten musste und mit 1:6, 4:6 verlor. In der darauffolgenden Woche in Marseille konnte del Potro seinen zehnten Turniersieg verbuchen. Nach einem Freilos in Runde eins und einem engen Dreisatzsieg über Jo-Wilfried Tsonga im Halbfinale schlug er im Endspiel den Franzosen Michaël Llodra mit 6:4, 6:4. In seinem zweiten 500er-Turnier der Saison in Dubai konnte er sich im Viertelfinale wieder gegen Tsonga durchsetzen – diesmal mit 7:6, 6:2 –, bevor er im dritten Duell des Jahres gegen Federer die dritte Niederlage einstecken musste. Beim 6:7, 6:7 zeigte er sich jedoch gegenüber den ersten beiden Partien mit dem Schweizer stark verbessert und spielte durchgängig auf Augenhöhe.
Anschließend spielte del Potro die beiden Masters-Turniere auf den Hartplätzen in Indian Wells und Miami. In der kalifornischen Wüste schaffte er es nach einem Freilos in Runde eins mit Zweisatzsiegen über Marinko Matosevic und Fernando Verdasco bis ins Achtelfinale, wo er nach hartem Kampf gegen Denis Istomin 7:6, 6:7, 6:2 gewinnen konnte. Daraufhin stand er im Viertelfinale bereits zum vierten Mal in der Saison Federer gegenüber und verlor zum vierten Mal ohne Satzgewinn. In Miami traf er nach einem Freilos in Runde zwei auf Ivo Karlović, den er ohne größere Probleme mit 7:5, 6:4 besiegte. In der dritten Runde hatte er es mit Marin Čilić zu tun, den er mit 6:3, 7:6 schlagen konnte. Daraufhin wartete im Achtelfinale David Ferrer, der del Potro mit 6:3, 6:3 bezwang. Auf die Kroaten Čilić und Karlović traf del Potro erneut zwei Wochen später im Davis Cup. Bei dem in Buenos Aires auf Sand ausgetragenen Viertelfinale gewann er trotz Krankheit seine beiden Einzel deutlich. Am Freitag schlug er zunächst Karlović mit 6:2, 7:6, 6:1 und anschließend am Sonntag Čilić mit 6:1, 6:2, 6:1. Argentinien gewann am Ende mit 4:1.
Del Potro begann seine Vorbereitung auf die French Open beim Turnier von Estoril, wo er seinen Titel aus dem Vorjahr ohne Satzverlust verteidigen konnte. Nach einem Freilos in Runde eins besiegte er Rui Machado und Albert Montañés, bevor er sich in den letzten beiden Runden gegen Stanislas Wawrinka mit 7:6, 6:4 und gegen Richard Gasquet mit 6:4, 6:4 durchsetzen konnte. Es war sein elfter Turniersieg.
Anschließend spielte er beim Masters von Madrid, das erstmals auf blauem Sand ausgetragen wurde. Hier gewann er seine ersten Runden ebenfalls ohne Satzverlust und größere Schwierigkeiten. In Runde eins besiegte er den Deutschen Florian Mayer mit 6:4, 6:2, daraufhin Michail Juschny mit 6:2, 7:6. Im Achtelfinale traf er bereits zum dritten Mal in dieser Saison auf Marin Čilić, gegen den er erneut klar gewann. Im Viertelfinale bezwang er Oleksandr Dolhopolow mit 6:3, 6:4 und schied tags darauf erst in einem engen Halbfinale gegen Tomáš Berdych mit 6:7, 6:7 aus.
Gleich im Anschluss bestritt del Potro das letzte große Vorbereitungsturnier für die French Open in Rom. Hier gewann er gegen Michaël Llodra nur knapp mit 7:5, 3:6, 6:4. In der zweiten Runde spielte er erneut gegen Juschny und gewann diesmal deutlicher mit 6:4, 6:2. Im Achtelfinale gegen Jo-Wilfried Tsonga lag er zunächst mit einem Break im ersten Satz vorn, verlor dann jedoch noch mit 4:6, 1:6.
An Nummer neun gesetzt, stand er bei den French Open in Runde eins erneut Montañés gegenüber, den er schließlich mit 6:2, 6:7, 6:2, 6:1 besiegte. Besonders im zweiten Satz wurde er von Knieschmerzen behindert und musste vom Physiotherapeuten behandelt werden. In seiner anschließenden Partie gegen Édouard Roger-Vasselin behielt er mit 6:7, 7:6, 6:4, 6:4 knapp die Oberhand. In der dritten Runde traf er auf den ersten gesetzten Gegner; erneut war es Marin Čilić, gegen den er auch diesmal ohne Satzverlust gewann. Das Achtelfinale – erneut gegen Tomáš Berdych – musste wegen Dunkelheit beim Stand von 7:6, 1:6, 6:3 für del Potro abgebrochen werden; tags darauf gewann er den vierten Satz mit 7:5. Im Viertelfinale kam es zum fünften Duell der laufenden Saison gegen Federer. Anders als in den Partien zuvor ging del Potro mit 6:3, 7:6 in Führung. Federer konnte jedoch die Partie noch mit 6:2, 6:0 und 6:3 für sich entscheiden. Erstmals hatte del Potro nach einer 2:0-Satzführung noch verloren.

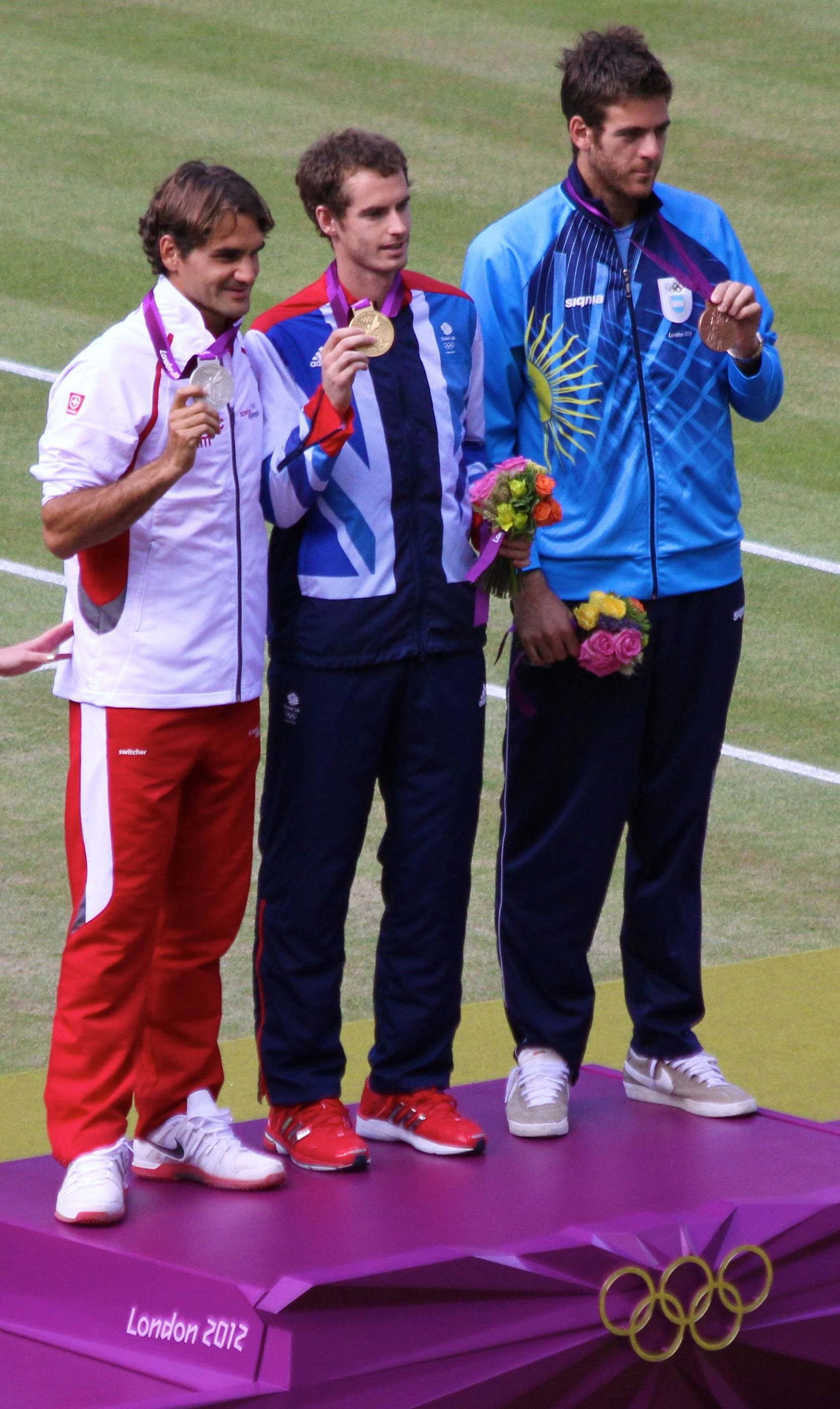
Del Potro (re.) bei der Siegerehrung der Olympischen Sommerspiele 2012

Nachdem er wegen seiner Knieverletzung das Turnier im Queen’s Club hatte absagen müssen, trat er ohne echte Vorbereitung auf Rasen in Wimbledon an. In den ersten beiden Runden gewann er gegen Robin Haase und Gō Soeda jeweils in vier Sätzen. Anschließend blieb er beim 6:3, 7:6 und 6:1 über Kei Nishikori ohne Satzverlust und zog zum zweiten Mal in Folge ins Achtelfinale von Wimbledon ein. Dort verlor er gegen David Ferrer mit 3:6, 2:6 und 3:6. Wenige Wochen später fand das olympische Tennisturnier ebenfalls auf den Rasenplätzen von Wimbledon statt. Nach Zweisatzerfolgen über Ivan Dodig und Andreas Seppi setzt er sich in einem umkämpften Match gegen Gilles Simon mit 6:1, 4:6, 6:3 durch. Daraufhin besiegte er im Viertelfinale erneut Nishikori, diesmal mit 6:4 und 7:6. In einem fast viereinhalb Stunden langen Halbfinale verlor er gegen Roger Federer mit 6:3, 6:7, 17:19 und somit in der sechsten Partie des Jahres gegen den Schweizer zum sechsten Mal. Im Spiel um die Bronzemedaille besiegte er Novak Đoković mit 7:5 und 6:4 und sicherte Argentinien dadurch die erste Medaille dieser Olympischen Sommerspiele.
Direkt im Anschluss begann del Potro seine Vorbereitung auf die US Open beim Masters in Toronto. Dort unterlag er bereits in der ersten Partie dem Tschechen Radek Štěpánek. In der Woche darauf spielte er in Cincinnati beim zweiten Masters-Turnier der US Open Series. Nach Siegen über Tommy Haas, Viktor Troicki und Jérémy Chardy verlor er im Halbfinale gegen Novak Đoković klar mit 3:6, 2:6. Bei den US Open gewann del Potro zunächst gegen den Lucky Loser Florent Serra in drei Sätzen. Es folgten Siege gegen Ryan Harrison und seinen Landsmann Leonardo Mayer. Im Achtelfinale beendete Andy Roddick seine Karriere, nachdem del Potro 6:7, 7:6, 6:2, 6:4 gewann. Im Viertelfinale unterlag er Novak Đoković jedoch mit 2:6, 6:7, 4:6.
2013 stieg del Potro direkt mit den Australian Open in die Saison ein. Er gewann in den ersten beiden Runden gegen Adrian Mannarino und Benjamin Becker ohne Satzverlust, ehe er gegen den Franzosen Jérémy Chardy überraschend in fünf Sätzen verlor. Im Anschluss zog er in Rotterdam ins Finale ein, das er gegen Julien Benneteau mit 7:62 und 6:3 gewann. Nach einer Viertelfinal-Niederlage gegen Gilles Simon in Marseille erreichte er in Dubai das Halbfinale, das er in zwei Sätzen gegen die Nummer eins der Welt, Novak Đoković, verlor. Bei den BNP Paribas Open in Indian Wells erreichte er das Finale. Er besiegte auf dem Weg dorthin mit Andy Murray und Novak Đoković sowohl die Nummer drei als auch die Nummer eins der Welt, verlor im Finale aber in drei Sätzen gegen Rafael Nadal. Danach schied er in Miami bei den Sony Open überraschend schon in der zweiten Runde in zwei Sätzen gegen Tobias Kamke aus. Auch in Monaco (Drittrunden-Aus gegen Jarkko Nieminen) scheiterte er früh. Danach pausierte er einen Monat, verlor in Rom jedoch wieder in der dritten Runde, diesmal gegen Benoît Paire. Bei den French Open trat er aufgrund einer Virus-Erkrankung nicht an. Beim Vorbereitungsturnier für Wimbledon, den AEGON Championships im Londoner Queen’s Club, verlor er im Viertelfinale gegen Lleyton Hewitt. Trotz vieler früher Niederlagen in den Monaten zuvor konnte er in Wimbledon ohne Satzverlust das Halbfinale erreichen. Dabei besiegte er die Nummer vier der Welt, David Ferrer, im Viertelfinale. Im Halbfinale gegen Novak Đoković verlor er nach 4 Stunden und 43 Minuten mit 5:7, 6:4, 6:7 (2:7), 7:6 (8:6) und 3:6. Es war das längste Halbfinale in der Geschichte von Wimbledon.
Bei den US Open Series startete er mit einem Turniersieg in Washington. Im Finale schlug er John Isner. Es war sein dritter Turniersieg bei den Citi Open, womit er dort ebenso oft wie Andy Roddick, Jimmy Connors und Guillermo Vilas triumphieren konnte. In der Woche darauf verlor er in Montreal in der dritten Runde gegen den späteren Finalisten und Lokalmatadoren Milos Raonic in zwei Sätzen. Bei den Western & Southern Open in Cincinnati erreichte er wiederum das Halbfinale, das er in drei Sätzen gegen John Isner verlor. Bei den US Open kämpfte er von Beginn an mit Handgelenkproblemen und verlor in der zweiten Runde in fünf Sätzen gegen Lleyton Hewitt. Einen Monat später besiegte er in Tokio bei den Rakuten Japan Open Tennis Championships 2013 im Finale Milos Raonic in zwei Sätzen. Durch diesen Turniersieg rückte er in der Weltrangliste bis auf Platz 5 vor. Auch beim Shanghai Rolex Masters erreichte er das Finale. Dort verlor er gegen Novak Đoković in drei Sätzen. Zuvor hatte er im Halbfinale Nadal deutlich 6:2 und 6:4 geschlagen. Danach gewann del Potro die Swiss Indoors in Basel. Im Finale besiegte er Lokalmatador Federer in drei Sätzen. Bei den BNP Paribas Masters 2013 in Paris konnte Federer sich dann allerdings revanchieren, er besiegte del Potro ebenfalls in drei Sätzen. Mit Position fünf in der Saisonrangliste qualifizierte er sich für das Saisonfinale. Er schied allerdings in der Gruppenphase aus. Richard Gasquet konnte er bezwingen, aber er verlor sowohl gegen Roger Federer als auch gegen Novak Đoković, obwohl er beide in einen dritten Satz hatte zwingen können. Er schloss die Saison 2013 mit 5255 Punkten auf Weltranglistenposition fünf ab. Somit war 2013 nach 2009 sein zweiterfolgreichstes Jahr auf der ATP World Tour.

### Langwierige Verletzungsprobleme und Comeback (2014–2017)
Del Potro startete mit einem Turniersieg in die Saison 2014. Beim Apia International Sydney schlug er im Endspiel Bernard Tomic mit 6:3 und 6:1. Bei den Australian Open scheiterte er bereits in der zweiten Runde an Roberto Bautista Agut. In Rotterdam war für ihn im Viertelfinale Schluss. Bei den Dubai Duty Free Tennis Championships musste er wegen erneuten Problemen am Handgelenk in der ersten Runde das Spiel aufgeben. In der Folge sagte er die Turniere in Indian Wells und Miami ab. Ende März wurde bekannt, dass sich del Potro erneut einer Operation am Handgelenk unterziehen musste und daher die Saison vorzeitig beendet.
2015 trat er lediglich zu zwei Turnieren an. Zum Saisonauftakt im Januar in Sydney erreichte er das Viertelfinale. Im Anschluss unterzog er sich einem weiteren kleineren Eingriff am Handgelenk. Die zweite Turnierteilnahme erfolgte erst im März in Miami, wo er bereits in der Auftaktrunde ausschied. Drei Monate später ließ sich del Potro zum dritten Mal am Handgelenk operieren.
Sein Comeback gab er in der Saison 2016 im Februar in Delray Beach, wo er sogleich das Halbfinale erreichte. Bei seinen nächsten beiden Turnierteilnahmen erreichte er bei den Masters in Indian Wells und Miami jeweils die zweite Runde. In Wimbledon zog er in die dritte Runde ein und schlug dabei in seiner zweiten Partie Stan Wawrinka. Bei den Olympischen Spielen in Rio de Janeiro besiegte er überraschend in seiner Auftaktpartie den hoch favorisierten Novak Đoković in zwei Sätzen. Nach drei weiteren Siegen bezwang er im Halbfinale auch Rafael Nadal und traf im Endspiel auf Andy Murray. Murray gelang es, seinen Olympiasieg von 2012 zu wiederholen. Del Potro verlor die Partie mit 5:7, 6:4, 2:6 und 5:7 und gewann damit die Silbermedaille.

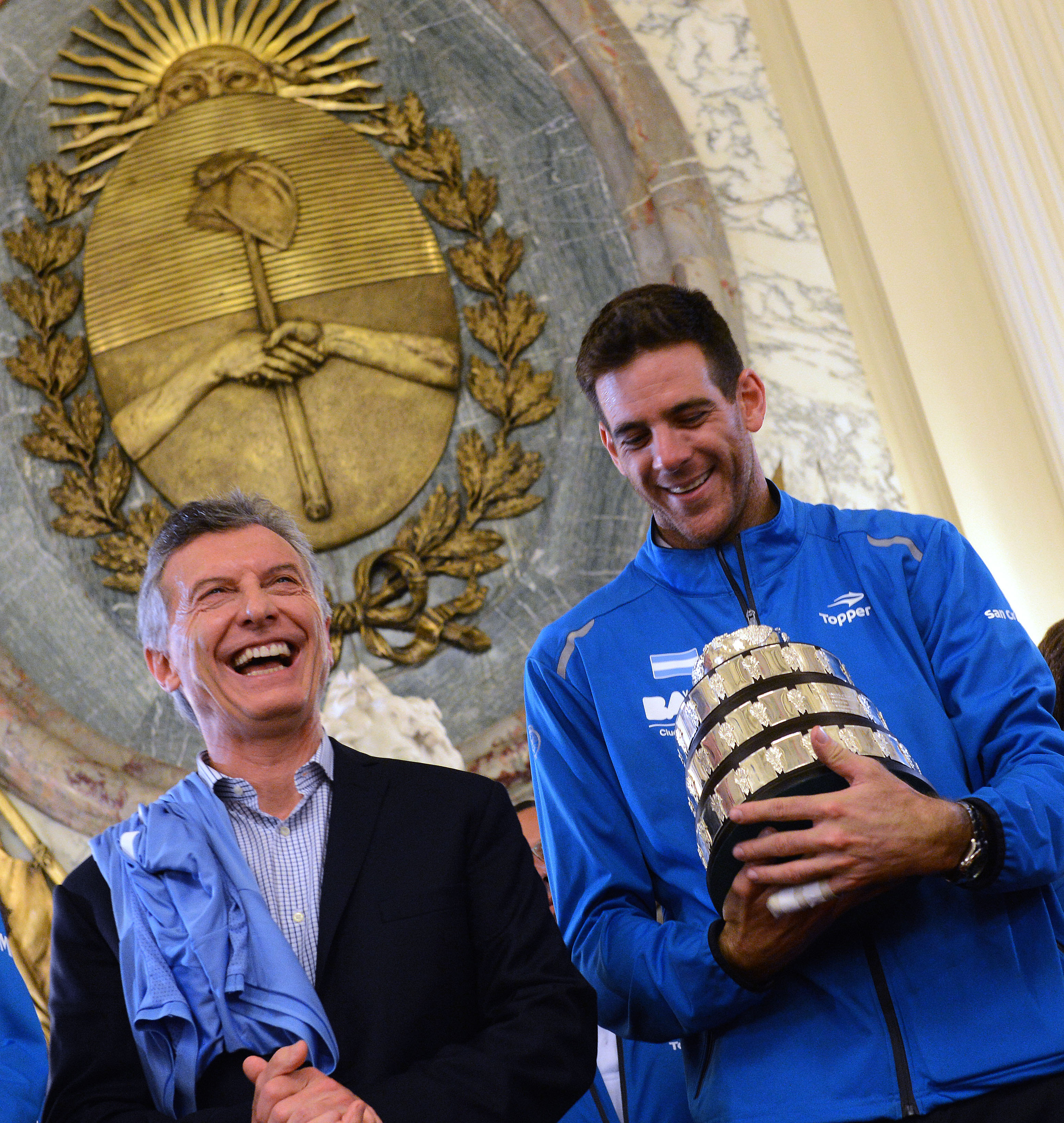
Del Potro neben dem damaligen argentinischen Präsidenten Mauricio Macri und mit der Davis-Cup-Replika

Bei den US Open 2016 startete del Potro mit einer Wildcard. Mit vier Siegen erreichte er das Viertelfinale und war damit der erste Spieler seit James Blake 2005, der als Wildcard-Teilnehmer die Runde der letzten acht Spieler bei den US Open erreichte. Dort musste er sich gegen den späteren Turniersieger Stan Wawrinka in vier Sätzen geschlagen geben. Ein weiteres Erfolgserlebnis gelang del Potro beim Davis-Cup-Halbfinale gegen die britische Mannschaft. In seinem Einzel gegen den Weltranglistenzweiten Andy Murray setzte er sich in fünf Sätzen durch und schuf damit die Basis für den 3:2-Erfolg seines argentinischen Teams. Nach 2008 und 2011 gelang ihm damit zum dritten Mal in seiner Karriere der Einzug ins Davis-Cup-Finale. Im Finale gewann del Potro seine beiden Einzel, gegen Ivo Karlović und Marin Čilić, und hatte so einen entscheidenden Anteil am 3:2-Sieg gegen Kroatien. Es war der erste Gesamtsieg der argentinischen Auswahl in der Geschichte des Davis Cups. In Stockholm erreichte del Potro das zweite Finale der Saison. Dort besiegte er Jack Sock in zwei Sätzen und feierte damit seinen ersten Turniersieg seit fast drei Jahren. Nach seinem insgesamt 19. Turniersieg wurde er in der Weltrangliste erstmals seit Oktober 2014 wieder unter den besten 50 Spielern der Welt geführt.
Del Potro entschied sich zu Beginn der Saison 2017, die Australian Open zu überspringen und begann seine Saison in Delray Beach. Dort erreichte er das Halbfinale, wo er gegen Milos Raonic verlor. Als Nächstes nahm del Potro an den Mexican Open teil, wo er in der zweiten Runde gegen Novak Đoković ausschied. Auch in Indian Wells unterlag er in der zweiten Runde Đoković, bei den Miami Open kam gegen Roger Federer in der zweiten Runde das Aus. In Rom erreichte er das erste Mal seit 2013 das Viertelfinale eines Masters. Dort schied er gegen Đoković aus. Bei den French Open 2017 erreichte er, an Rang 29 gesetzt, die dritte Runde, wo er von Andy Murray besiegt wurde. In Wimbledon schied er in der zweiten Runde aus. In der vierten Runde der US Open 2017 konnte del Potro das Spiel gegen Dominic Thiem nach 0:2-Satz-Rückstand noch gewinnen. Im nachfolgenden Viertelfinale besiegte er auch Roger Federer. Es war der erste Sieg gegen Federer seit dem Finale der US Open 2009. In seinem ersten Grand-Slam-Halbfinale seit Wimbledon 2013 unterlag er jedoch dem topgesetzten Rafael Nadal. Beim Shanghai Masters traf del Potro in seinem ersten Masters-Halbfinale seit 2013 erneut auf Federer, dem er diesmal unterlag. In Stockholm verteidigte del Potro seinen Sieg von 2016 und erzielte so den 20. Turniersieg seiner Karriere. Am Jahresende lag er auf dem elften Platz der Weltrangliste.

### Rückkehr in die Top Ten und Grand-Slam-Finale (2018)
Del Potro begann die Saison 2018 in Neuseeland beim ASB Classic 2018. Durch die Halbfinalteilnahme bei diesem Turnier erreichte er das erste Mal seit 2014 einen Top-Ten-Platz in der Weltrangliste. Er zog auch ins Finale ein, in dem er Roberto Bautista Agut unterlag. Bei den Australian Open schied er in der dritten Runde gegen Tomáš Berdych aus. In Acapulco gewann er gegen Kevin Anderson seinen 21. Karrieretitel. Beim direkt darauffolgenden Masters in Indian Wells erreichte er erneut das Finale, in dem er Roger Federer dessen erste Saisonniederlage zufügte. In Miami riss seine Serie von 15 Siegen im Halbfinale gegen den späteren Turniersieger John Isner.
Bei den French Open 2018 erreichte del Potro das Halbfinale, in dem er dem späteren Sieger Rafael Nadal unterlag. Zuvor hatte er unter anderem John Isner und Marin Čilić besiegt. Nach dem Turnier rückte er in der Weltrangliste auf Rang vier vor, sein bisheriges Karrierehoch. Beim nächsten Grand-Slam-Turnier, den Wimbledon Championships, erreichte er das Viertelfinale. Dort unterlag er wieder Nadal, diesmal in fünf Sätzen. Am 13. August 2018 erreichte del Potro mit Rang drei ein neues Karrierehoch in der Weltrangliste.
Bei den US Open 2018 erreichte del Potro zum ersten Mal seit neun Jahren wieder ein Grand-Slam-Finale. Auf dem Weg dorthin verlor er nur einen Satz; im Halbfinale konnte er den Weltranglistenersten Rafael Nadal besiegen, der beim Stand von 0:2 Sätzen aus seiner Sicht aufgeben musste. Im Finale verlor er gegen Novak Đoković, der zuvor auch das Turnier von Wimbledon gewonnen hatte, mit 3:6, 6:7 (4:7), 3:6.

### Erneute langwierige Verletzungspause und Karriereende (2018–2022)
Mit dem Einzug ins Viertelfinale beim Turnier in Peking hat sich del Potro zum ersten Mal seit 2013 für die ATP Finals qualifiziert. Aufgrund einer Fraktur der rechten Kniescheibe, die er sich beim Achtelfinale des Turniers in Shanghai zugezogen hat, verpasste er den Rest der Saison.
Auch die Australian Open Anfang 2019 musste er aus diesem Grund absagen. Beim zweiten Grand-Slam-Turnier der Saison, den French Open, schied er im Achtelfinale gegen Karen Chatschanow in 1:3 Sätzen aus. Kurz vor dem Turnier in Wimbledon verletzte er sich erneut schwer am rechten Knie. Ende Oktober wollte er beim ATP-Turnier in Wien wieder antreten, doch auf das Anraten der Ärzte hin entschied er sich, sein Comeback auf Anfang 2020 zu verlegen. Aufgrund einer weiteren notwendigen Operation am rechten Knie musste die Rückkehr zum professionellen Tennis jedoch auf unbestimmte Zeit verschoben werden. Ende Januar 2022 bestätigte del Potro, dass er per Wildcard an den im Februar stattfindenden Sandplatz-Turnieren in Buenos Aires und Rio de Janeiro teilnehmen werde. Nach der Erstrunden-Niederlage gegen seinen Landsmann Federico Delbonis beim Turnier in Buenos Aires gab er sein Karriereende bekannt.

## Spielstil
Del Potro, der stets mit Stirnband antrat, war ein offensiver Grundlinienspieler mit kraftvollem Aufschlag und harten, flachen Grundschlägen. Seine Vorhand konnte mehr als 160 km/h erreichen.
Er besaß eine konstante und kraftvolle beidhändige Rückhand, die aufgrund von Verletzungen und Operationen an seinem Handgelenk zu seiner größten spielerischen Schwäche wurde. Aus diesem Grund nahm del Potro Umstellungen an seiner Rückhand vor und spielte häufiger eine einhändige Rückhand mit Slice, auch wenn er dies selbst nicht als „sein natürliches Spiel“ ansah.

## Persönliches
Juan Martín del Potro wurde im argentinischen Tandil geboren. Sein Vater Daniel del Potro war Rugbyspieler und arbeitet heute als Tierarzt, seine Mutter Patricia ist Lehrerin. Er hat eine jüngere Schwester namens Julieta. Del Potro spricht Spanisch, Italienisch und Englisch. Neben dem Tennis spielt er auch gerne Fußball und unterstützt die Boca Juniors und Juventus Turin.
Er begann im Alter von sieben Jahren mit dem Tennisspielen. Sein Vorbild ist Pete Sampras, er bewundert jedoch auch Marat Safin und Lleyton Hewitt. Sein Talent wurde bereits früh von dem italienischen Ex-Tennisprofi Ugo Colombini entdeckt, der ihn zu Beginn seiner Karriere begleitete und für ihn auch heute noch Vermittler und ein enger Freund ist.

## Auszeichnungen
- 2009: Argentiniens Sportler des Jahres
- 2011: Comeback-Spieler des Jahres
- 2016: Argentiniens Sportler des Jahres
- 2016: Comeback-Spieler des Jahres[14]

## Turniersiege

### Einzel
| Anzahl von Turniersiegen und Finalteilnahmen bei unterschiedlichen Turnieren und Platzbelägen |                                 |                |               |                                 |                           |
|                                                                                               | Turniersiege                    | Turniersiege   |               | Verlorene Finals                | Verlorene Finals          |
|                                                                                               | Turnierkategorien*              | Platzbeläge    |               | Turnierkategorien*              | Platzbeläge               |
|                                                                                               | Grand Slam (1)                  | Hartplatz (18) |               | Grand Slam (1)                  | Hartplatz (13)            |
|                                                                                               | Olympische Spiele (0)           | Rasen (0)      |               | Olympische Spiele (1)           | Rasen (0)                 |
|                                                                                               | ATP World Tour Finals (0)       | Sand (4)       |               | ATP World Tour Finals (1)       | Sand (0)                  |
|                                                                                               | ATP World Tour Masters 1000 (1) | Teppich (0)    |               | ATP World Tour Masters 1000 (3) | Teppich (0)               |
|                                                                                               | ATP World Tour 500 (9)          |                |               | ATP World Tour 500 (3)          |                           |
|                                                                                               | ATP World Tour 250 (11)         |                |               | ATP World Tour 250 (4)          |                           |
| Detaillierte Darstellung der Turniersiege                                                     |                                 |                |               |                                 |                           |
| Nr.                                                                                           | Datum                           | Turnier        | Belag         | Finalgegner                     | Ergebnis                  |
| 01.                                                                                           | 07. Juli 2008                   | Stuttgart      | Sand          | Richard Gasquet                 | 6:4, 7:5                  |
| 02.                                                                                           | 14. Juli 2008                   | Kitzbühel      | Sand          | Jürgen Melzer                   | 6:2, 6:1                  |
| 03.                                                                                           | 04. August 2008                 | Los Angeles    | Hartplatz     | Andy Roddick                    | 6:1, 7:62                 |
| 04.                                                                                           | 10. August 2008                 | Washington (1) | Hartplatz     | Viktor Troicki                  | 6:3, 6:3                  |
| 05.                                                                                           | 17. Januar 2009                 | Auckland       | Hartplatz     | Sam Querrey                     | 6:4, 6:4                  |
| 06.                                                                                           | 10. August 2009                 | Washington (2) | Hartplatz     | Andy Roddick                    | 3:6, 7:5, 7:66            |
| 07.                                                                                           | 14. September 2009              | US Open        | Hartplatz     | Roger Federer                   | 3:6, 7:65, 4:6, 7:64, 6:2 |
| 08.                                                                                           | 27. Februar 2011                | Delray Beach   | Hartplatz     | Janko Tipsarević                | 6:4, 6:4                  |
| 09.                                                                                           | 01. Mai 2011                    | Estoril (1)    | Sand          | Fernando Verdasco               | 6:2, 6:2                  |
| 10.                                                                                           | 26. Februar 2012                | Marseille      | Hartplatz (i) | Michaël Llodra                  | 6:4, 6:4                  |
| 11.                                                                                           | 06. Mai 2012                    | Estoril (2)    | Sand          | Richard Gasquet                 | 6:4, 6:2                  |
| 12.                                                                                           | 21. Oktober 2012                | Wien           | Hartplatz (i) | Grega Žemlja                    | 7:5, 6:3                  |
| 13.                                                                                           | 28. Oktober 2012                | Basel (1)      | Hartplatz (i) | Roger Federer                   | 6:4, 6:75, 7:63           |
| 14.                                                                                           | 17. Februar 2013                | Rotterdam      | Hartplatz (i) | Julien Benneteau                | 7:62, 6:3                 |
| 15.                                                                                           | 04. August 2013                 | Washington (3) | Hartplatz     | John Isner                      | 3:6, 6:1, 6:2             |
| 16.                                                                                           | 06. Oktober 2013                | Tokio          | Hartplatz     | Milos Raonic                    | 7:65, 7:5                 |
| 17.                                                                                           | 27. Oktober 2013                | Basel (2)      | Hartplatz (i) | Roger Federer                   | 7:63, 2:6, 6:4            |
| 18.                                                                                           | 11. Januar 2014                 | Sydney         | Hartplatz     | Bernard Tomic                   | 6:3, 6:1                  |
| 19.                                                                                           | 23. Oktober 2016                | Stockholm (1)  | Hartplatz (i) | Jack Sock                       | 7:5, 6:1                  |
| 20.                                                                                           | 22. Oktober 2017                | Stockholm (2)  | Hartplatz (i) | Grigor Dimitrow                 | 6:4, 6:2                  |
| 21.                                                                                           | 3. März 2018                    | Acapulco       | Hartplatz     | Kevin Anderson                  | 6:4, 6:4                  |
| 22.                                                                                           | 18. März 2018                   | Indian Wells   | Hartplatz     | Roger Federer                   | 6:4, 6:78, 7:62           |
| Detaillierte Darstellung der verlorenen Finals                                                |                                 |                |               |                                 |                           |
| Nr.                                                                                           | Datum                           | Turnier        | Belag         | Finalgegner                     | Ergebnis                  |
| 01.                                                                                           | 05. Oktober 2008                | Tokio          | Hartplatz     | Tomáš Berdych                   | 1:6, 4:6                  |
| 02.                                                                                           | 16. August 2009                 | Montreal       | Hartplatz     | Andy Murray                     | 7:64, 6:73, 1:6           |
| 03.                                                                                           | 29. November 2009               | London         | Hartplatz (i) | Nikolai Dawydenko               | 3:6, 4:6                  |
| 04.                                                                                           | 30. Oktober 2011                | Wien           | Hartplatz (i) | Jo-Wilfried Tsonga              | 7:65, 3:6, 4:6            |
| 05.                                                                                           | 19. Februar 2012                | Rotterdam      | Hartplatz (i) | Roger Federer                   | 1:6, 4:6                  |
| 06.                                                                                           | 17. März 2013                   | Indian Wells   | Hartplatz     | Rafael Nadal                    | 6:4, 3:6, 4:6             |
| 07.                                                                                           | 13. Oktober 2013                | Shanghai       | Hartplatz     | Novak Đoković                   | 1:6, 6:3, 6:73            |
| 08.                                                                                           | 14. August 2016                 | Rio de Janeiro | Hartplatz     | Andy Murray                     | 5:7, 6:4, 2:6, 5:7        |
| 09.                                                                                           | 29. Oktober 2017                | Basel          | Hartplatz (i) | Roger Federer                   | 7:65, 4:6, 3:6            |
| 10.                                                                                           | 13. Januar 2018                 | Auckland       | Hartplatz     | Roberto Bautista Agut           | 1:6, 6:4, 5:7             |
| 11.                                                                                           | 5. August 2018                  | Los Cabos      | Hartplatz     | Fabio Fognini                   | 4:6, 2:6                  |
| 12.                                                                                           | 9. September 2018               | US Open        | Hartplatz     | Novak Đoković                   | 3:6, 6:74, 3:6            |
| 13.                                                                                           | 7. Oktober 2018                 | Peking         | Hartplatz     | Nikolos Bassilaschwili          | 4:6, 4:6                  |

(*) Bezeichnungen der Turnierkategorien bis 2008:

ATP World Tour Finals = Tennis Masters Cup

ATP World Tour Masters 1000 = ATP Masters Series (2004–2008), Tennis Masters Series (2000–2003)

ATP World Tour 500 = International Series Gold

ATP World Tour 250 = International Series

### Doppel
| Anzahl von Turniersiegen und Finalteilnahmen bei unterschiedlichen Turnieren und Platzbelägen |                                 |               |           |                                 |                                   |                  |
|                                                                                               | Turniersiege                    | Turniersiege  |           | Verlorene Finals                | Verlorene Finals                  |                  |
|                                                                                               | Turnierkategorien*              | Platzbeläge   |           | Turnierkategorien*              | Platzbeläge                       |                  |
|                                                                                               | ATP World Tour Masters 1000 (0) | Hartplatz (1) |           | ATP World Tour Masters 1000 (0) | Hartplatz (0)                     |                  |
|                                                                                               | Olympische Spiele (0)           | Rasen (0)     |           | Olympische Spiele (0)           | Rasen (0)                         |                  |
|                                                                                               | ATP World Tour 500 (0)          | Sand (0)      |           | ATP World Tour 500 (0)          | Sand (0)                          |                  |
|                                                                                               | ATP World Tour 250 (1)          | Teppich (0)   |           | ATP World Tour 250 (0)          | Teppich (0)                       |                  |
| Detaillierte Darstellung der Turniersiege                                                     |                                 |               |           |                                 |                                   |                  |
| Nr.                                                                                           | Datum                           | Turnier       | Belag     | Partner                         | Finalgegner                       | Ergebnis         |
| 01.                                                                                           | 23. Juli 2007                   | Indianapolis  | Hartplatz | Travis Parrott                  | Ivo Karlović Teimuras Gabaschwili | 3:6, 6:2, [10:6] |

(*) Bezeichnungen der Turnierkategorien bis 2008:

ATP World Tour Masters 1000 = ATP Masters Series (2004–2008), Tennis Masters Series (2000–2003)

ATP World Tour 500 = International Series Gold

ATP World Tour 250 = International Series

## Statistik

### Einzel
| Turnier                      | 2022              | 2021              | 2020              | 2019              | 2018              | 2017              | 2016              | 2015              | 2014              | 2013              | 2012              | 2011              | 2010              | 2009              | 2008              | 2007              | 2006              | 2005              | Gesamt  |
| ---------------------------- | ----------------- | ----------------- | ----------------- | ----------------- | ----------------- | ----------------- | ----------------- | ----------------- | ----------------- | ----------------- | ----------------- | ----------------- | ----------------- | ----------------- | ----------------- | ----------------- | ----------------- | ----------------- | ------- |
| Australian Open              | –                 | –                 | –                 | –                 | 3R                | –                 | –                 | –                 | 2R                | 3R                | VF                | 2R                | AF                | VF                | 2R                | 2R                | –                 | –                 | 0       |
| French Open                  | –                 | –                 | –                 | AF                | HF                | 3R                | –                 | –                 | –                 | –                 | VF                | 3R                | –                 | HF                | 2R                | 1R                | 1R                | –                 | 0       |
| Wimbledon                    | –                 | –                 | n. a.             | –                 | VF                | 2R                | 3R                | –                 | –                 | HF                | AF                | AF                | –                 | 2R                | 2R                | 2R                | –                 | –                 | 0       |
| US Open                      | –                 | –                 | –                 | –                 | F                 | HF                | VF                | –                 | –                 | 2R                | VF                | 3R                | –                 | S                 | VF                | 3R                | 1R                | –                 | 1       |
| ATP Finals                   | –                 | –                 | –                 | –                 | –                 | –                 | –                 | –                 | –                 | RR                | HF                | –                 | –                 | F                 | RR                | –                 | –                 | –                 | 0       |
| Indian Wells Masters         | –                 | –                 | n. a.             | –                 | S                 | 3R                | 2R                | –                 | –                 | F                 | VF                | HF                | –                 | VF                | –                 | 2R                | –                 | –                 | 1       |
| Miami Masters                | –                 | –                 | n. a.             | –                 | HF                | 3R                | 2R                | 1R                | –                 | 2R                | AF                | AF                | –                 | HF                | 2R                | AF                | –                 | –                 | 0       |
| Monte Carlo Masters          | –                 | –                 | n. a.             | –                 | –                 | –                 | –                 | –                 | –                 | AF                | –                 | –                 | –                 | 2R                | –                 | –                 | –                 | –                 | 0       |
| Madrid Masters               | –                 | –                 | n. a.             | 2R                | AF                | –                 | 2R                | –                 | –                 | –                 | HF                | AF                | –                 | HF                | VF                | AF                | 1R                | –                 | 0       |
| Rom Masters                  | –                 | –                 | –                 | VF                | AF                | VF                | –                 | –                 | –                 | AF                | AF                | –                 | –                 | VF                | 1R                | –                 | –                 | –                 | 0       |
| Hamburg Masters1             | nicht ausgetragen | nicht ausgetragen | nicht ausgetragen | nicht ausgetragen | nicht ausgetragen | nicht ausgetragen | nicht ausgetragen | nicht ausgetragen | nicht ausgetragen | nicht ausgetragen | nicht ausgetragen | nicht ausgetragen | nicht ausgetragen | nicht ausgetragen | –                 | –                 | –                 | –                 | 0       |
| Kanada Masters               | –                 | –                 | n. a.             | –                 | –                 | 2R                | –                 | –                 | –                 | AF                | 2R                | 2R                | –                 | F                 | –                 | 1R                | –                 | –                 | 0       |
| Cincinnati Masters           | –                 | –                 | –                 | –                 | VF                | AF                | –                 | –                 | –                 | HF                | HF                | 2R                | –                 | –                 | –                 | AF                | –                 | –                 | 0       |
| Shanghai Masters             | nicht ausgetragen | nicht ausgetragen | nicht ausgetragen | –                 | AF                | HF                | 1R                | –                 | –                 | F                 | –                 | –                 | –                 | 2R                | nicht ausgetragen | nicht ausgetragen | nicht ausgetragen | nicht ausgetragen | 0       |
| Paris Masters                | –                 | –                 | –                 | –                 | –                 | VF                | –                 | –                 | –                 | VF                | AF                | –                 | –                 | VF                | AF                | 2R                | –                 | –                 | 0       |
| Olympische Spiele            | n. a.             | –                 | nicht ausgetragen | nicht ausgetragen | nicht ausgetragen | nicht ausgetragen | F                 | nicht ausgetragen | nicht ausgetragen | nicht ausgetragen | B                 | nicht ausgetragen | nicht ausgetragen | nicht ausgetragen | –                 | nicht ausgetragen | nicht ausgetragen | nicht ausgetragen | 0       |
| Davis Cup                    | –                 | –                 | n. a.             | –                 | –                 | –                 | S                 | –                 | –                 | –                 | HF                | F                 | –                 | VF                | F                 | VF                | –                 | –                 | 1       |
| Turnierteilnahmen4           | 1                 | 0                 | 0                 | 5                 | 15                | 18                | 14                | 2                 | 4                 | 19                | 20                | 19                | 3                 | 18                | 19                | 24                | 12                | 0                 | 192     |
| Erreichte Finals             | 0                 | 0                 | 0                 | 0                 | 6                 | 2                 | 2                 | 0                 | 1                 | 6                 | 5                 | 3                 | 0                 | 5                 | 5                 | 0                 | 0                 | 0                 | 35      |
| Gewonnene Einzel-Titel       | 0                 | 0                 | 0                 | 0                 | 2                 | 1                 | 1                 | 0                 | 1                 | 4                 | 4                 | 2                 | 0                 | 3                 | 4                 | 0                 | 0                 | 0                 | 22      |
| Hartplatz-Siege/-Niederlagen | 0:0               | 0:0               | 0:0               | 2:1               | 36:9              | 30:12             | 24:7              | 2:2               | 7:3               | 42:12             | 40:12             | 33:13             | 3:3               | 41:11             | 27:11             | 21:19             | 3:4               | 0:0               | 311:119 |
| Sand-Siege/-Niederlagen      | 0:1               | 0:0               | 0:0               | 5:3               | 7:3               | 7:3               | 3:2               | 0:0               | 0:0               | 2:2               | 17:3              | 10:3              | 0:0               | 12:4              | 15:3              | 1:2               | 5:7               | 0:0               | 84:36   |
| Rasen-Siege/-Niederlagen     | 0:0               | 0:0               | 0:0               | 1:0               | 4:1               | 1:1               | 5:3               | 0:0               | 0:0               | 7:2               | 8:2               | 5:2               | 0:0               | 1:1               | 4:2               | 4:3               | 0:0               | 0:0               | 40:17   |
| Teppich-Siege/-Niederlagen   | nicht genutzt     | nicht genutzt     | nicht genutzt     | nicht genutzt     | nicht genutzt     | nicht genutzt     | nicht genutzt     | nicht genutzt     | nicht genutzt     | nicht genutzt     | nicht genutzt     | nicht genutzt     | nicht genutzt     | nicht genutzt     | 0:0               | 2:1               | 2:1               | 0:0               | 4:2     |
| Gesamt-Siege/-Niederlagen4   | 0:1               | 0:0               | 0:0               | 8:4               | 47:13             | 38:16             | 32:12             | 2:2               | 7:3               | 51:16             | 65:17             | 48:18             | 3:3               | 54:16             | 46:16             | 28:25             | 10:12             | 0:0               | 439:174 |
| Jahresendposition            | –                 | 756               | 157               | 123               | 5                 | 11                | 38                | 590               | 137               | 5                 | 7                 | 11                | 258               | 5                 | 9                 | 44                | 92                | 157               | N/A     |

Zeichenerklärung: S = Turniersieg; F, HF, VF, AF = Einzug ins Finale / Halbfinale / Viertelfinale / Achtelfinale; 1R, 2R, 3R = Ausscheiden in der 1. / 2. / 3. Hauptrunde; RR = Round Robin (Gruppenphase);
PO = Playoff (Auf- und Abstiegsrunde in der Davis-Cup-Weltgruppe); n. a. = Turnier wurde in dem Jahr nicht ausgetragen
1 Das Turnier von Hamburg ist seit 2009 nicht mehr Teil der Masters-Serie.

2 Das Turnier von Stockholm fand nur von 1990 bis 1995 als Masters-Turnier statt.

3 Das Turnier von Stuttgart fand 1995 einmal in Essen statt und war davor nicht Teil der Masters-Serie.

4 Hier gelten nur – wie auch bei Finalteilnahmen und gewonnenen Titeln – Turniere der ATP Tour sowie die vier Grand-Slam-Turniere und die ATP Finals; d. h. keine Challenger- und Future-Turniere oder Mannschaftswettbewerbe (Davis Cup oder World Team Cup).
4 Letztere zählen jedoch in den Sieg/Niederlagen-Statistiken rein. Kurzfristige Rücktritte vom Match zählen weder zu den Turnierteilnahmen (wenn in der ersten Runde) noch zur Siegesbilanz.